# 霞が関埋蔵金
霞が関埋蔵金（かすみがせきまいぞうきん）とは、日本国政府における特別会計の剰余金や基金の俗称。
名付け親は与謝野馨元経済財政政策担当大臣であるが、この言葉を中川秀直元自由民主党幹事長が使ったことで世に広まった。2007年11月、特別会計の見直しなどで15兆円を捻出するという民主党案を「霞が関埋蔵金伝説のたぐい」と批判したのが始まり。本来は長期金利の変動による利払い対策として「金利変動準備金」として積み上げられていたものである。
2008年度予算では、その存在について、いわゆる「上げ潮派」と「財政再建派」の間でその存否について争いがあったが、元財務官僚の高橋洋一の指摘で存在が明らかとなった。2009年度予算では、急激な景気の悪化による税収減を背景に「霞が関埋蔵金」を活用することを前提に予算編成が行われた。
2011年度の予算（案）は事業仕分け第2弾で返納と判定された鉄道建設・運輸施設の利益剰余金のうち1兆2000億円を返納させ老齢基礎年金の50%国庫負担維持の財源としたが、このあと1兆円を超える多額の埋蔵金は見つからないとされ、枯渇するとも言われる。

## 特別会計積立金

### 財政投融資特別会計
財政融資資金特別会計は、いわゆる「埋蔵金」としてたびたび取り上げられ、平成17年度末は26.4兆円にまで積み上がっていた。しかし、2平成18年度及び20年度において国債整理基金特別会計に繰り入れられた。また経済・金融情勢の悪化を受けて、平成20年度第2次補正予算及び21年度当初予算において、経済対策や基礎年金国庫負担割合の引上げ等の財源確保のため、特例法の定めによって一般会計に繰り入れられた。その結果、積立金は大きく減少し、平成21年度末での残高は4兆8,549億円となった。さらに、平成22年度予算においても特例法に基づいて一般会計に繰り入れる予定のため、平成22年度末においては、残高がほぼなくなる見込みである。 
| 年度       | 年度末残高    | 年度増加額   | 年度減少額    | 積立金使途 |
| ---------- | ------------- | ------------ | ------------- | --- |
| 平成17年度 | 26兆4,000億円 |              |               | |
| 平成18年度 | 17兆2,401億円 | 2兆8,399億円 | 12兆円        | - 国債整理基金特別会計へ繰り入れ（国債残高の圧縮）12兆円                                                        |
| 平成19年度 | 19兆7,239億円 | 2兆4,838億円 |               | |
| 平成20年度 | 10兆7,082億円 | 2兆3,022億円 | 11兆3,180億円 | - 国債整理基金特別会計へ繰り入れ（国債残高の圧縮）7兆1,600億円 - 麻生内閣、平成20年度第2次補正予算 4兆1,580億円 |
| 平成21年度 | 4兆8,549億円  | 1兆4,817億円 | 7兆3,350億円  | - 麻生内閣、平成21年度当初予算 4兆2,350億円 - 麻生内閣、平成21年度第1次補正予算 3兆1,000億円                    |

### 外国為替資金特別会計
外国為替資金特別会計の積立金については、近年外貨金利が高く円金利が低いことなどにより積み上がり、21年度末での残高は20兆5,585億円に上っている。しかし、この積立金については、為替レートが1ドル80円台前半（23年1月現在）と円高になっている現状では積立金以上に評価損を抱えており、積立金は実質的には枯渇している状況にあるとの見方もある。22年10月に実施された政府の事業仕分け第3弾においても、積立金の一般会計への繰入れは見送られ、積立金は同特別会計が抱える債務（国庫短期証券）の償還に充てることとされた。

## 国立大学法人に埋蔵金
- 日本全国に90ある国立大学に07年度段階で約3千億円の「埋蔵金」があることが財務省の調査で分かった[13]。